# Cho Jin-ho
Cho Jin-ho (* 2. August 1973 in Daegu; † 10. Oktober 2017 in Yangsan) war ein südkoreanischer Fußballspieler und -trainer. Er verbrachte seine Karriere in Südkorea; zuletzt spielte er bei Seongnam Ilhwa Chunma FC. Als Trainer war er von 2003 bis 2016 in verschiedenen Positionen bei verschiedenen Vereinen aktiv; zuletzt war er Trainer von Busan IPark.

## Karriere als Spieler

### Jugendzeit bei Hanyang University
Cho studierte an der Kyung-Hee-Universität und spielte für das Universitätsteam.

### Vereine
Cho Jin-ho wurde nach seiner Universitätszeit von Pohang POSCO Atoms unter Vertrag genommen. Seine Karriere verlief bei Pohang sehr gut. 1996 konnte er den Korean FA Cup gewinnen. Im selben Jahr konnte er die Asian Club Championship 1996/97, die heutige AFC Champions League gewinnen. 1998 konnte er den Championship-Titel sogar verteidigen. Diese zwei Jahre waren seine erfolgreichsten Jahre in seiner Laufbahn als Spieler. Ab 1997 musste er auf Leihbasis zu Sangmu FC wechseln. Da er verpflichtet war, zwei Jahre im Militär zu dienen, konnte er erst Ende 1998 wieder nach Pohang zurückkehren. Ende 1999 verließ er den Verein in Richtung Bucheon SK. Dort kam er allerdings nicht über die Reservistenrolle hinaus, sodass er 2001 zu Seongnam Ilhwa Chunma FC wechselte. Dort kam er allerdings in den zwei Spielzeiten nur auf 18 Einsätze und zwei Tore. Ende 2002 beendete er seine Laufbahn als Spieler.

### Nationalmannschaft
1991 lud die KFA ihn zur U20-Nationalmannschaft ein, für die er bis 1993 auflief. Ab 1992 wurde er zudem in der U23 eingesetzt, für die er bis 1995 sieben Einsätze bestritt. 1994 wurde er in die A-Nationalmannschaft berufen, für die er im Jahresverlauf zwölf Einsätze absolvierte und zwei Tore schoss. So nahm er auch an der Weltmeisterschaft 1994 in den USA teil; beim Gruppenspiel gegen Deutschland stand er in der Startelf. Ab 1995 wurde er allerdings nicht mehr zur Nationalmannschaft eingeladen.

## Karriere als Trainer
Nachdem er seine Karriere beendet hatte, ging er zu Bucheon SK zurück und wurde dort Co-Trainer. 2009 wurde er Interimstrainer und leitete die Mannschaft einige Spiele. Von Ende 2009 bis 2010 war er wieder Co-Trainer. 2011 verließ er den Verein und ging zu Jeonnam Dragons. Dort wurde er ebenfalls Co-Trainer. Ende 2012 wurde sein Vertrag nicht weiter verlängert, sodass er den Verein verlassen musste. 2013 gab Daejeon Citizen bekannt, ihn als Co-Trainer unter Vertrag genommen zu haben. Nachdem das Trainerteam 2013 entlassen worden war, wurde er Interimstrainer. Unter seiner Führung gewann Daejeon Citizen einige Spiele, dennoch verpasste die Mannschaft mit vier Punkten Rückstand auf den Relegationsplatz den Klassenerhalt. Trotz des Abstieges hielt die Vereinsführung an ihm als Trainer fest. 2014 konnte er auf Anhieb mit Daejeon wieder in die K League Classic aufsteigen. Da die Mannschaft allerdings nach Ende der Spielzeit viele Leistungsträger verlor, verlief die Saison 2015 katastrophal. In der Mitte der Saison wurde er entlassen. Anfang 2016 verpflichtete Sangju Sangmu FC ihn als Nachfolger von Park Hang-seo. Unter seiner Führung konnte der Verein in dieser Saison die Meisterschaftsrunde erreichen. Mit dem Erreichen der Meisterschaftsrunde konnte er den Klassenerhalt des Vereins sichern. Des Weiteren landete er zwar mit seinem Team auf Platz 6, es war allerdings seit der Einführung der K League Classic die beste Platzierung des Vereins. Zum ersten Mal seit 2014 ist der Verein nicht abgestiegen. Ende 2016 verkündete Busan IPark ihn als neuen Trainer für die Saison 2017 verpflichtet zu haben. Unter seiner Führung spielte Busan IPark von Anfang an um den Aufstieg. Busan erreichte unter seiner Führung das Halbfinale des Korean FA Cups.
Am 10. Oktober 2017 starb Cho Jin-ho im Universitätskrankenhaus von Yangsan an den Folgen eines am selben Tag erlittenen Herzinfarkts im Alter von 44 Jahren.

## Erfolge
- 1× Aufstieg (als Trainer) 2014